# Fraternal Order of Eagles
Fraternal Order of Eagles, o FOE (en català: Orde Fraternal de les Àguiles), es una organització fraternal sense ànim de lucre.
L'organització dona més de 10 milions de dòlars a l'any, a les comunitats locals i a diverses organitzacions benèfiques. L'associació, ajuda a 8 organitzacions benèfiques a través de la seva fundació caritativa.
L'orde va ser fundada en el mes de febrer de 1898, per sis propietaris de teatres, que es trobaven reunits en les drassanes de Seattle.
El símbol de l'orde és l'Àguila calva, també coneguda com a pigarg americà. La branca auxiliar femenina de l'orde, va ser fundada en l'any 1927.
L'Orde Fraternal de les Àguiles, té prop de 800.000 membres i més de 500 seus, escampades per diverses localitats dels Estats Units i el Canadà. El lema de l'orde és: "people helping people", que en català vol dir: "gent ajudant a gent".
Des de l'any 1898, l'orde a treballat per tal d'establir un llegat filantròpic, va esdevenir la primera organització, que va donar un milió de dòlars al hospital per a nens St. Jude's Children's Research Hospital.
L'orde, va fer diversos donatius, per tal d'ajudar el laboratori cardiovascular Truman i a la fundació de recerca mèdica Sutton. Va donar 25 milions de dòlars al centre d'investigació de la diabetis de la universitat d'Iowa. Les seves lògies, són anomenades "aerie".